# Caldogno
Caldogno é uma comuna italiana da região do Vêneto, província de Vicenza, com cerca de 10.116 habitantes. Estende-se por uma área de 15 km², tendo uma densidade populacional de 674 hab/km². Faz fronteira com Costabissara, Dueville, Isola Vicentina, Vicenza, Villaverla.
É local de nascimento de Roberto Baggio, futebolista nascido em 18 de fevereiro de 1967.

## Demografia
| Variação demográfica do município entre 1861 e 2011                               |
|                                                                                   |
| Fonte: Istituto Nazionale di Statistica (ISTAT) - Elaboração gráfica da Wikipedia |